# Museu do Vinho do Porto
O Museu do Vinho do Porto é um dos núcleos museológicos do Museu da Cidade do Porto, em Portugal.
Inaugurado em 2004, o Museu do Vinho do Porto esteve instalado, até Dezembro de 2018, no Armazém do Cais Novo, nas margens do rio Douro, onde funcionou um armazém vinícola e depósito da Alfândega Nova.
Desde Março de 2019, funciona em novas instalações na Rua da Reboleira, 33-37, num edifício reabilitado para  o novo Museu do Vinho do Porto e a sua magnifica exposição permanente.

## Novo Museu do Vinho do Porto
O novo Museu do Vinho do Porto inaugurado em 5 de março de 2019, é uma iteração diferente da versão que esteve instalada desde 2004 no Armazém do Cais Novo, na zona de Massarelos. A diferença na disposição do espaço (que se muda de um rés-do-chão amplo para uns estreitos seis pisos), foi uma oportunidade para mudar a abordagem. Agora, o fio condutor é a história do controlo e circulação dos comestíveis na cidade.
O espólio vai desde maquetas de barcos a aparelhos de metrologia e aferição. Mas também documentos, pintura, escultura e mobiliário.
As peças são todas da autarquia portuense e estavam espalhadas por vários lugares: o Museu Soares dos Reis, a Biblioteca Pública, as reservas da câmara. Agora, reunidos, contam a história de como o comércio e produção do vinho do Porto levou ao estabelecimento de controlos e vistorias que asseguravam a fiabilidade do produto — que leva o nome da cidade pespegado no rótulo.
O primeiro piso é dedicado aos barcos. Os esquemas e maquetas de barcos contam a história do transporte do vinho no Douro. Os desenhos, à pena e a lápis, nunca estiveram expostos antes. As maquetas, construídas nos anos 1960, já eram conhecidas, mas ganham um novo pouso.
Acima, vem a aferição. Parte da grande coleção de metrologia (instrumentos de medição e vistoria) da autarquia vai agora aqui ficar, em expositores que foram desenhados como caixas de joias.
Os aferidores mais antigos vieram do Museu Soares dos Reis e datam do reino de D. João V.
Com largas aberturas para o rio, nos pisos fundeiros do edifício principal, vai nascer um ‘wine bar’. Aqui, os visitantes poderão experimentar vários vinhos, pondo em prática aquilo que se aprende nos outros andares.
O espaço museológico está fechado ao público e encontra-se em remodelação desde Janeiro de 2024.

## História
O museu tinha como objetivo dar a conhecer a história e a importância do comércio do vinho do Porto no desenvolvimento histórico da cidade, através de diversos painéis e postos multimédia que ilustram toda a atividade comercial, a região vinhateira, a linha férrea do Douro, os barcos rabelos, a evolução das garrafas e diversos objetos relacionados com o famoso néctar. O Museu do Vinho do Porto é um dos núcleos do Museu da Cidade.
A nova exposição do Museu do Vinho do Porto tem como tema “O Governo da Cidade e o Vinho”.
Uma parte das funções originais das cidades primitivas, surgidas no Próximo Oriente há 5 milénios, atravessam os séculos, estão documentadas nos arquivos municipais do Porto e chegam aos nossos dias.
Uma prioridade constante são os mantimentos da cidade: quantidade, qualidade e preço. 
O vinho faz parte desta vasta área temática do governo no Porto, debaixo de muitas designações, por exemplo – vinhos de Riba de Douro, ou de Cima do Douro, de Lamego, Verde, da Beira, das Canárias, de Bordéus, de Lisboa, de Colares, vinhos dos terços, de cutelo, de ramo, vinhos de embarque, de lotação.
O Vinho do Porto é uma designação tardia para uma das variedades de vinho de Cima do Douro que circulam na cidade, em parceria com tantos outros, mas que marcará a cidade de forma significativa.
As cidades são grandes reservatórios de energia humana, produto de uma enorme mobilização de vitalidade, poder e riqueza. Local de encontro de diferentes raças, culturas, tradições tecnológicas e línguas, veem o seu crescimento dependente da entrada de alimentos, matérias-primas, mão-de-obra qualificada e gente.
A função secular do Governo da cidade em garantir o seu aprovisionamento desdobra-se na sua obtenção, no armazenamento e na distribuição e inclui a decisão e fiscalização quanto a categorias, modalidade de venda, locais de descarga, locais de venda, transportes, circulação, higiene, vendedores e vendedeiras, vasilhas, padrões de medidas, tabelamento de preços.
O percurso que propomos no Museu gira em torno de exemplos de três categorias de oficiais municipais que ao longo dos séculos lidaram com o vinho: Vereadores, Almotacés e Aferidores.
A sua intervenção - decisão, fiscalização, cotejo pelos padrões - é conhecida através de uma massa importante de documentação do Arquivo Histórico Municipal: deliberações, acórdãos, posturas, regimentos, editais, pautas.
Duas destas categorias chegam aos nossos dias – o Vereador e o Aferidor, mas o Almotacé irá desaparecer com a Constituição Liberal de 1832, sendo as suas funções distribuídas por novos cargos do poder municipal e central. 
Como exemplo desta documentação das funções municipais no Porto, foi selecionado como guia ao longo dos vários pisos, um livro de acórdãos manuscrito, datado de 1787, que nos acompanhará na exposição.
As obras de arte e a documentação pertencem às coleções da Câmara Municipal do Porto.